# World Saxophone Quartet
Het World Saxophone Quartet was een Amerikaanse jazzband, doe in 1977 werd geformeerd door de saxofonisten Hamiet Bluiett, Julius Hemphill, Oliver Lake en David Murray.

## Geschiedenis
In de bezetting met meestal twee alt-, een tenor- en een baritonsaxofoon probeerden ze een soortgelijk klankspectrum te bereiken als een klassiek strijkkwartet. De muzikanten gebruikten echter ook andere instrumenten en speelden, vooral bij latere producties, ook samen met percussionisten als Jack DeJohnette en deels ook met bassisten. Uit het kwartet vormden zich ook kleinere groepen voor trio-, duo- en solonummers. Aanvankelijk werden alleen zelfgeschreven composities opgevoerd, maar later ontstonden conceptalbums, die zich o.a. met het werk van Duke Ellington en de soulmuziek bezighielden. 
Het eerste concert van het kwartet organiseerde de muziekpedagoog en saxofonist Kidd Jordan in New Orleans. De formatie was al in 1978 voor de eerste keer op tournee in Europa, waar ze vervolgens optrad tijdens het Moers Festival, in 1981 op het jazzfestival in Zürich en tot midden jaren 1980 bij alle belangrijke festivals. Na het afscheid van Hemphill kwam Arthur Blythe bij het ensemble, maar deze werd later weer vervangen door Eric Person, daarna door James Spaulding en door John Purcell. Kidd Jordan was eregast van de WSQ tijdens hun concert in 2009 tijdens het festival Banlieues Bleues in Frankrijk.
Voor plaatopnamen werd de kwartetbezetting nu en dan uitgebreid met muzikanten als Ronnie Burrage (1996), Jack DeJohnette (1998), D.D. Jackson (1998), Craig Harris, Matt Garrison en Billy Bang (2003). Het kwartet trad ook op met M'Bizo van David Murray (met Pinise Saul).

## Discografie
- 1979: Steppin' with the World Saxophone Quartet (Black Saint/Soul Note)
- 1981: W.S.Q. (Black Saint)
- 1982: Revue (Black Saint)
- 1984: Live in Zurich (Black Saint)
- 1986: Live at Brooklyn Academy of Music (Black Saint)
- 1986: Plays Duke Ellington (Nonesuch)
- 1987: Dances and Ballads (Nonesuch)
- 1989: Rhythm and Blues (Elektra Records/Musician)
- 1991: Metamorphosis (Elektra Nonesuch)
- 1994: Breath of Life (Elektra Nonesuch, met Tarik Shah)
- 1994: Moving Right Along (Black Saint)
- 1996: Four Now (Justin Time Records; met de percussionist Chief Bey, Mor Thiam en Mar Gueye)
- 1996: Takin' It 2 the Next Level (Justin Time Records)
- 1998: Selim Sivad, a Tribute to Miles Davis (Justin Time Records)
- 1999: M'Bizo (Justin Time Records)
- 2000: Requiem for Julius (Justin Time Records)
- 2001: 25th Anniversity: the New Chapter (Justin Time Records)
- 2002: Steppenwolf (Justin Time Records)
- 2004: Experience (Justin Time Records)
- 2006: Political Blues (Justin Time Records)
- 2011: Yes We Can (Jazzwerkstatt)